# Louis Trousselier
Louis Trousselier (Levallois-Perret, 29 de junho de 1881 - Paris, 24 de abril de 1939) foi um ciclista francês, nascido em Levallois-Perret (Hauts de Seine) em 1881; algumas fontes sustentam que nasceu a 29 de janeiro, outras que nasceu a 29 de junho. Morreu em Paris.
Em 1900 participa nos Jogos Olímpicos de Paris.
Trousselier deve a sua fama principalmente à sua vitória no Tour de France de 1905. A suas outras grandes vitórias foram a Paris-Roubaix, também em 1905, e a Bordéus-Paris de 1908. No Tour de 1906 ficou terceiro, e durante o curso da sua carreira obteve 12 vitórias de etapa na rodada francesa.

## Palmarés
| - 1902 - Paris-Rennes - 1905 - Tour de France, mais 5 etapas - Paris-Roubaix - Paris-Valenciennes - Bruxelas-Roubaix - 1906 - 3.º no Tour de France, mais 4 etapas - 1907 - 1 etapa no Tour de France - 3.º no Campeonato da França de ciclismo de estrada | - 1908 - Bordéus-Paris - 2.º no Campeonato da França de ciclismo de estrada - 1909 - 1 etapa no Tour de France - 1910 - 1 etapa no Tour de France |

## Resultados em Grandes Voltas
Durante a sua carreira desportiva tem conseguido os seguintes postos nas Grandes Voltas:
| Corrida         | 1903 | 1904 | 1905 | 1906 | 1907 | 1908 | 1909 | 1910 | 1911 | 1912 | 1913 |
| --------------- | ---- | ---- | ---- | ---- | ---- | ---- | ---- | ---- | ---- | ---- | ---- |
| Giro d'Italia   | X    | X    | X    | X    | X    | X    | Ab.  | -    | -    | -    | -    |
| Tour de France  | -    | -    | 1.º  | 3.º  | Ab.  | Ab.  | 8.º  | Ab.  | Ab.  | 11.º | 38.º |
| Volta a Espanha | X    | X    | X    | X    | X    | X    | X    | X    | X    | X    | X    |